# Melania (nombre)
Melannie es un nombre propio femenino hispano de origen griego.

## Santoral
- Santa Melania la Joven, festividad, 31 de diciembre.
- Santa Melania la Vieja, festividad, 8 de junio.

## Variantes
Diminutivo: Melinita, Melincita, Mel, Melany, Melani, Meli. 

Masculino: Melanio.
| Variantes en otros idiomas | Variantes en otros idiomas |
| -------------------------- | -------------------------- |
| Español                    | Melania                    |
| Alemán                     | Melanie                    |
| Checo                      | Melánie                    |
| Francés                    | Mélanie                    |
| Húngaro                    | Melánia                    |
| Holandés                   | Melanie                    |
| Inglés                     | Melanie                    |
| Italiano                   | Melania                    |
| Sueco                      | Melanie                    |
| Armenio                    | Melanya                    |